# Puyehue (Chili)
Puyehue is een gemeente in de Chileense provincie Osorno in de regio Los Lagos. Puyehue telde 11.667 inwoners in 2017 en heeft een oppervlakte van 1598 km².
- Virtual International Authority File: 142911849